# Harry Belafonte
Harold George Belafonte, Jr. (Nueva York; 1 de marzo de 1927-Nueva York, 25 de abril de 2023), conocido como Harry Belafonte, fue un músico, actor y activista social estadounidense de ascendencia jamaicana, conocido como «el Rey del calipso», por popularizar este estilo musical caribeño de la década de 1950. Su canción más conocida (que le llevó al primer puesto en las listas de éxitos en 1957) tal vez sea «Day-O (The Banana Boat Song)». Hizo apariciones en el Show de los Muppets y su música fue utilizada para la película Beetlejuice.
Fuera de su carrera musical, luchó por los derechos humanos y causas humanitarias. Criticó la política de George W. Bush por la guerra de Irak. También participó en la canción ganadora del premio Grammy «We Are the World» (1985).
En los años 1960 fue invitado por el presidente de la República de Guinea-Conakry, Sekou Tourè, para crear el 2.º Ballet nacional, el Ballet nacional Djolibà de Guinea Conakry.[cita requerida]
Desde 1987 era embajador de la Unicef, y ocupaba su labor en los derechos de los niños africanos. En el 2001 inició una campaña contra el sida en Sudáfrica. En 2014 fue galardonado con el Premio Humanitario Jean Hersholt.

## Biografía
Harry Belafonte nació en Manhattan, Nueva York, mientras su padre de origen jamaicano trabajaba como chef para la Marina Británica. Cuando Belafonte tenía ocho años, su familia se trasladó a Jamaica y regresó a los trece a Nueva York, pero aquella estancia marcó su vida, invadido por los ritmos caribeños.
Tras enrolarse en la marina y servir en la Segunda Guerra Mundial, tomó clases de actuación junto a Marlon Brando, Tony Curtis, Walter Matthau, Beatrice Arthur y Sidney Poitier mientras trabajaba en el American Negro Theatre Workshop.
Inició su carrera como cantante, aunque sin mucha fortuna al principio, actuando en pequeños clubes de la costa este de Estados Unidos. Abrió un restaurante en el Greenwich Village de Nueva York, que cerró luego para dedicarse definitivamente a cantar.
También apareció en películas como Bright Road, Carmen Jones, Island in the Sun y The World, the Flesh and the Devil, Odds Against Tomorrow, Uptown Saturday Night y en campañas de beneficencia como USA for Africa en 1985.
Falleció el 25 de abril de 2023 a los noventa y seis años de edad.

## La canción «Day-O»

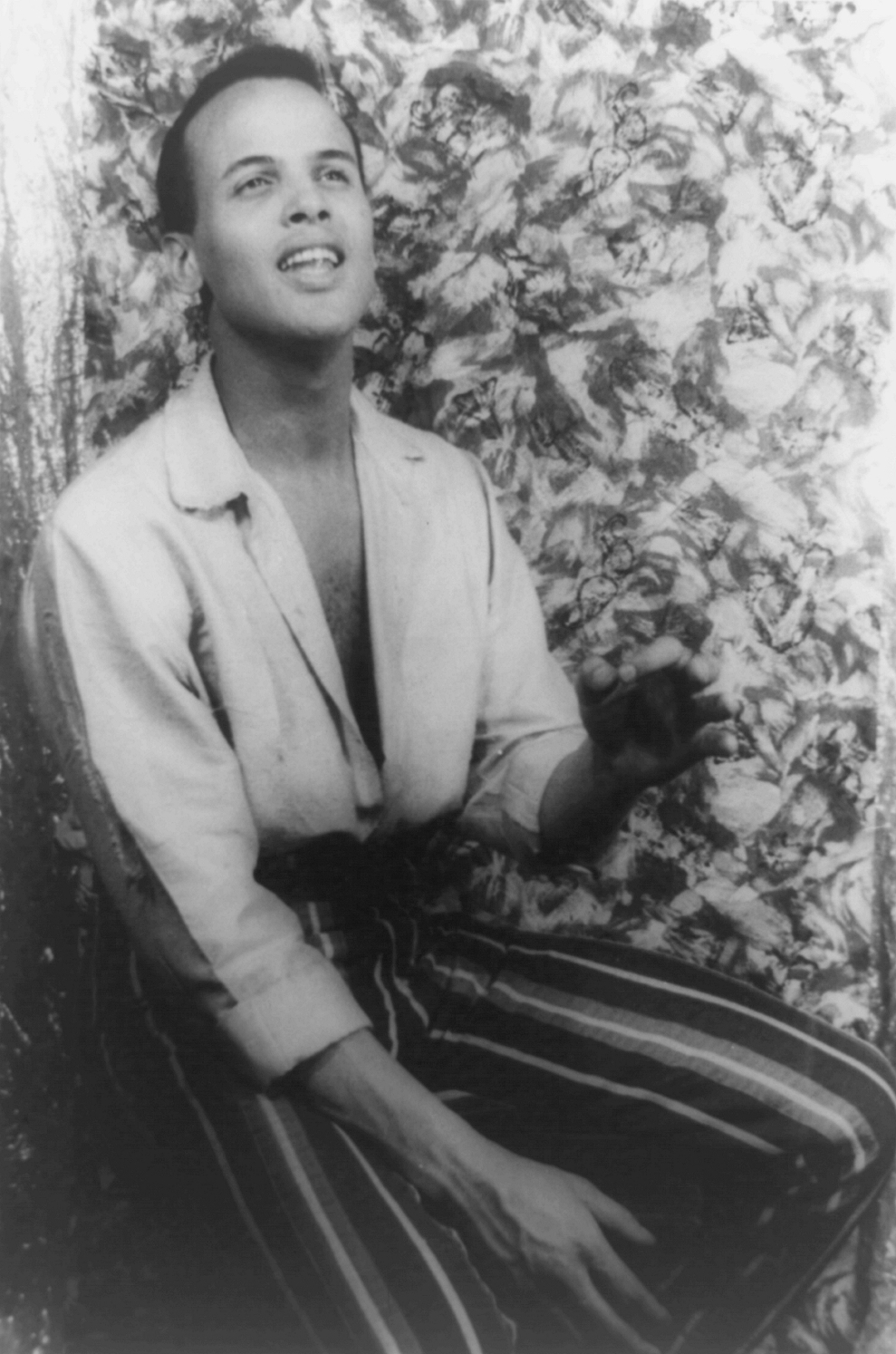
Harry Belafonte en un almanaque, 18 de febrero de 1954.

Esta canción no fue en realidad un calipso. «Day-O» es una canción tradicional de Jamaica sobre los trabajadores de los muelles que cargan bananas para la exportación.
La canción fue grabada por primera vez en Inglaterra en 1954, por el actor y vocalista de Trinidad Edric Connor. Connor la llamó «Day Dah Light (Banana Loaders Song)» y la incluyó en un disco de canciones folclóricas jamaicanas que no tuvo gran difusión.
En 1956 dos nuevos arreglos de la canción se grabaron de forma independiente por el cantante caribeño-estadounidense Harry Belafonte y por The Tarriers, un grupo estadounidense que interpretaba canciones folclóricas. La versión de Belafonte, adaptada por el compositor Irving Burgie, se llamó «Day-O» y salió tanto como sencillo como en su disco de calipso. The Tarriers habían oído la canción de otro intérprete de música folk, Bob Gibson, quien había viajado a Jamaica.
Su versión, llamada «The Banana Boat Song», es en realidad una mezcla con otra canción folk jamaicana: «Hill and Gully Rider». Tanto la versión de The Tarriers como la de Belafonte alcanzaron las listas de éxitos a principios de 1957. El canal televisivo chileno Megavisión la utilizó en 1992, como característica, en una versión interpretada por Peter Rock y los rostros de la cadena de esa época.
En 1988 «The Banana Boat Song», junto con «Jump in the Line», fueron incluidas dentro de la banda sonora de la película Beetlejuice, protagonizada por Michael Keaton y dirigida por Tim Burton.

## Discografía

### Álbumes de estudio
- Mark Twain And Other Folk Favourites (1954)
- Belafonte (1956)
- Calypso (1956)
- An Evening With Belafonte (1957)
- Belafonte Sings Of the Caribbean (1957)
- Belafonte Sings Of Christmas (1958)
- Belafonte Sings The Blues (1958)
- Love Is A Gentle Thing (1959)
- Porgy And Bess (1959)
- Belafonte At Carnegie Hall (1959)
- My Lord What A Morning (1959)
- Belafonte Returns To Carnegie Hall (1960)
- Swing That Hammer (1960)
- Jump Up Calypso (1961)
- Midnight Special (1962)
- Many Moods Of Belafonte (1962)
- Streets I Have Walked (1963)
- Belafonte At The Greek Theatre (1964)
- Ballads, Blues And Boasters (1964)
- An Evening With Belafonte/Makeba (1965)
- An Evening With Belafonte/Mouskouri (1966)
- In My Quiet Room (1966)
- Calypso In Brass (1966)
- Belafonte On Campus (1967)
- Belafonte Sings Of Love (1968)
- Homeward Bound (1969)
- Belafonte By Request (1970)
- Harry & Lena, For The Love Of Life (1970)
- The Warm Touch (1971)
- Calypso Carnival (1971)
- Belafonte...Live (1972)
- Play Me (1973)
- Concert In Japan (1974)
- Turn The World Around (1977)
- Loving You Is Where I Belong (1981)
- Paradise In Gazankulu (1988)
- Belafonte '89 (1989)
- An Evening With Harry Belafonte And Friends (1997)
- The Long Road To Freedom, An Anthology Of Black Music (2001)

### Colectivos
- Vorwärts, nicht vergessen solidarität! (1985)

### Bandas sonoras
- Beetlejuice (1988)